# VirusBuster
VirusBuster Ltd. – węgierskie przedsiębiorstwo informatyczne z siedzibą w Budapeszcie. Specjalizowało się w produkcji oprogramowania zabezpieczającego. Oferowało produkty zgodne z platformami Linux, OpenBSD, FreeBSD i Windows.
W 2012 roku VirusBuster wycofał z rynku swoje produkty antywirusowe i zaprzestał świadczenia powiązanych usług.